# LZ 130
Lo Graf Zeppelin II (designazione aziendale "LZ 130") fu l'ultimo dei dirigibili rigidi tedeschi costruiti dalla Luftschiffbau Zeppelin durante il periodo tra le due guerre mondiali, la seconda e ultima aeronave della classe Hindenburg e il secondo dirigibile a portare il nome "Graf Zeppelin" (dopo l'LZ 127) e quindi chiamato Graf Zeppelin II. A causa del rifiuto degli Stati Uniti d'America di esportare elio in Germania, il Graf Zeppelin II era riempito ad idrogeno. Nel 1938-1939 effettuò 30 voli nell'arco di 11 mesi, molti dei quali erano voli di propaganda. Il dirigibile fu demolito nel 1940.